# Nepali Sena

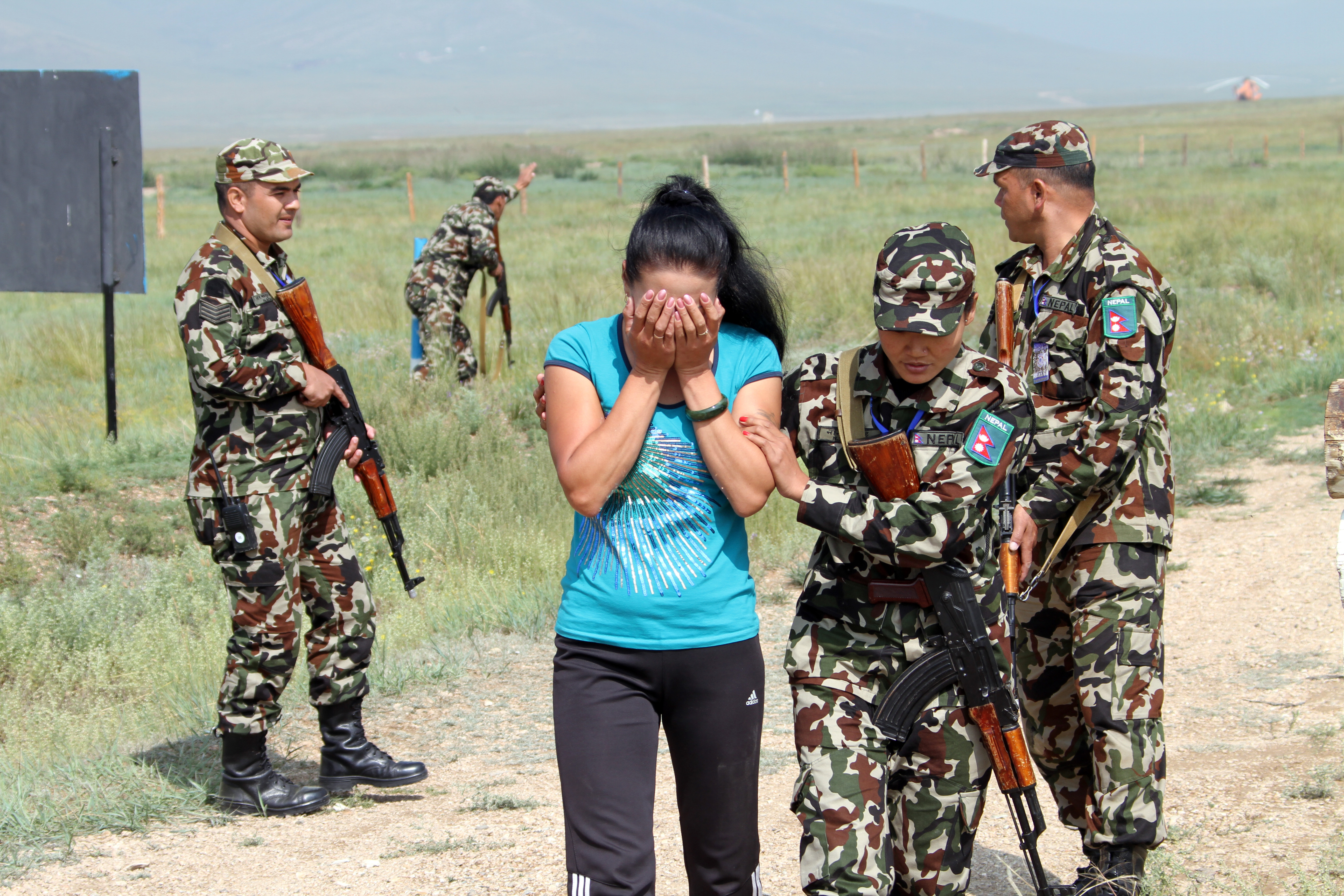
La Lancia spezzata nepalese Nanu Tamang, con il Centro d'Addestramento Operazioni di Pace di Birendra, accompagna un giocatore di ruolo sulla pista d'addestramento checkpoint veicolo durante il Khaan Quest 2013. Area d'Addestramento Five Hills, 130807-M-DR618-122

Il Nepali Army (नेपाली सेना) o Gurkha Army (गोर्खाली सेना) è l'esercito del Nepal e una componente importante delle forze armate del Nepal. Il servizio è volontario e l'età minima per l'arruolamento è di 18 anni. L'esercito è stato conosciuto come Royal Nepalese Army (RNA) durante il sistema monarchico in Nepal. Venne ribattezzato Nepal Army dal 28 maggio 2008 con l'abolizione della monarchia 283enne. A differenza di altre forze militari di tutto il mondo, l'esercito nepalese ha una politica congiunta molto severa, simile ai reggimenti Gurkha, in quanto è altamente raccomandato di avere un periodo distinto nella polizia in primo luogo.

## Storia

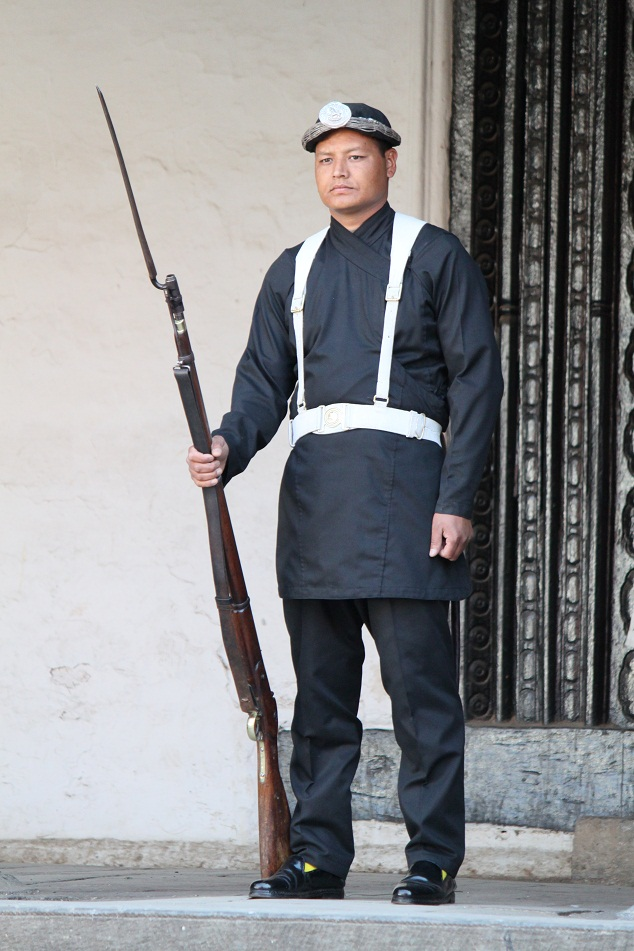
Esercito nepalese in uniforme tradizionale

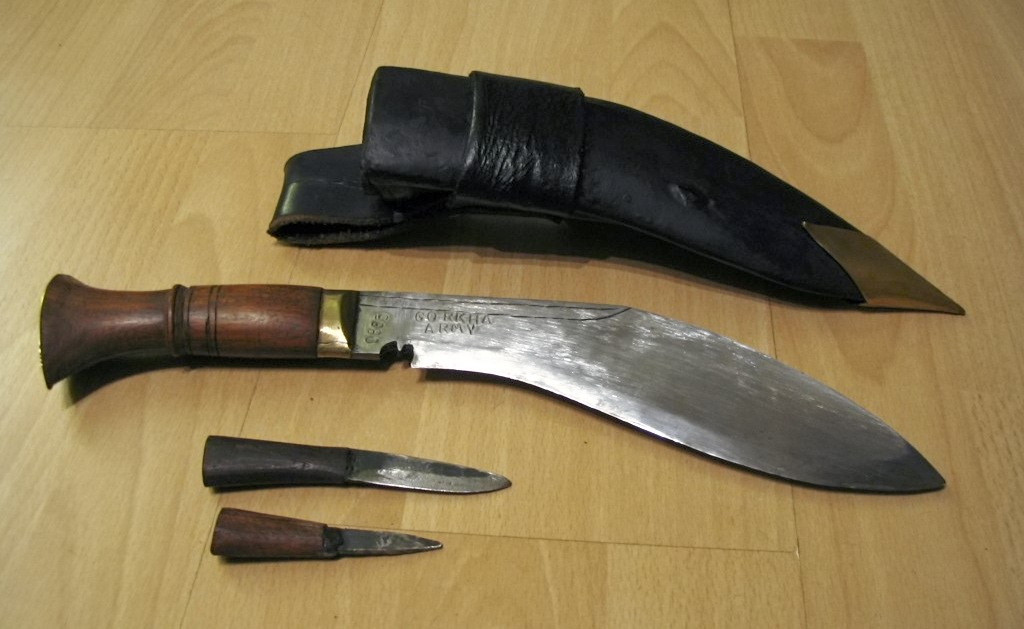
Arma simbolica Khukuri dell'Esercito Nepalese

La campagna d'unificazione del Nepal è stata un punto di svolta nella storia dell'esercito nepalese. Dal momento che l'unificazione non era possibile senza un forte esercito, la gestione delle forze armate doveva essere eccezionale. Oltre ai templi dell'era standard di Malla a Kathmandu, l'esercito organizzato in Gorkhas, tecnici ed esperti dovevano essere portati all'estero per la fabbricazione di materiale bellico. Dopo che le truppe Gorkhali conquistarono Nuwakot, il principato vicino Kathmandu (Kantipur) nell'anno 1744, le forze armate Gorkhali vennero conosciute come Reale Esercito Nepalese.
La loro cavalleria, sincerità e semplicità impressionarono anche il loro nemico tanto che la Compagnia delle Indie Orientali britannica iniziò a reclutare nepalesi nelle sue forze. Dal momento che gli inglesi avevano combattuto contro l'allora RNA, che fino a quel momento era ancora colloquialmente noto come "Esercito di Gorkha" o esercito "Gorkhali", gli inglesi chiamarono i loro nuovi soldati "Gurkha". L'esercito indiano, dopo aver ottenuto la sua indipendenza dagli inglesi, iniziò a chiamarli "Gorkha". Nel 1946, le truppe del Reale Esercito Nepalese vennero comandate dal Comandante generale Sir Baber Shamsher Jang Bahadur Rana alla parata della vittoria a Londra.
Ci sono rapporti che la 268th Indian Infantry Brigade del British Indian Army, durante la seconda guerra mondiale, aveva due unità nepalesi operanti come parte di essa. La brigata non sembra aver prestato servizio al di fuori dell'India.
C'è ancora qualche incomprensione che l'esercito nepalese sia una parte delle armate inglesi ed indiane. I Gurkha Rifles esistenti in India e in Gran Bretagna sono parte di organizzazioni militari straniere in cui vengono reclutati nepalesi. Il NA è giustamente il vero erede del titolo di "Esercito originale di Gorkha".
Prima del 2006 l'esercito del Nepal era conosciuto come Reale Esercito Nepalese ed era sotto il controllo del re del Nepal. Eppure, dopo il  Loktantra Andolan  (Movimento Popolare per la Democrazia), il 18 maggio 2006 venne approvato un disegno di legge dal parlamento nepalese limitando il potere reale, questo incluse rinominare l'esercito.
Nel 2004 il Nepal ha speso $ 99200000 nelle sue forze armate (1,5% del PIL). Dal 2002 l'RNA, che era stato coinvolto nella guerra civile nepalese, venne utilizzato anche per reprimere i manifestanti pro-democrazia nella Loktantra Andolan dell'aprile 2006. La maggior parte delle sue armi sono fornite dall'India.

## Organizzazione
L'esercito Nepal ha circa 95.000 membri di fanteria dell'esercito e dei servizi aerei a tutela della sovranità del Nepal.

### Comando Supremo
Fino al 2006, il re del Nepal aveva il controllo di tutte le forze militari nel paese. L'esercito nazionale venne ribattezzato da Royal Nepalese Army a Nepalese Army dopo la recente conversione nazionale, da una monarchia ad una repubblica. La posizione del Comandante supremo dell'esercito del Nepal ora è del Presidente del Nepal.

### Consiglio di Difesa Nazionale
Questo Consiglio usava avere tre membri, il Primo Ministro, il Ministro della Difesa, e il Capo di Stato Maggiore dell'Esercito.
Ora, il Nepal è ufficialmente conosciuto come Repubblica Federale Democratica del Nepal. La dichiarazione della Repubblica ha fatto sì che il re venisse consegnato ai libri di storia che fanno il Presidente il comandante supremo del NA.

### Divisioni
L'esercito è diviso in sei divisioni:
- Far-Western
- Mid-Western
- Western
- Central
- Eastern (2nd Brigade, 18th Brigade, 21st Brigade)[4]
- Valley
- HQ

In aggiunta vi sono tre brigate indipendenti:
- Aviation Brigade
- Parachute Brigade
- Security Brigade

## Operazioni
Il ruolo primario del NA è quello di difendere l'integrità territoriale, la sovranità e l'indipendenza del Nepal. Il suo ruolo secondario è quello di fornire assistenza al governo civile del Nepal nel mantenimento della sicurezza interna. Altre funzioni comprendono le operazioni di assistenza di soccorso/disastro umanitario, aiutando nello sviluppo nazionale, negli sforzi di conservazione della natura e nella partecipazione alle missioni di pace internazionali.

### Coinvolgimenti esteri
- Royal Nepal Army nella Rivolta dei Sepoy
- Royal Nepal Army nella Prima guerra mondiale (1914-1918)
- Royal Nepal Army nella Guerra del Waziristan
- Royal Nepal Army nella Terza guerra anglo-afghana (1919)
- Royal Nepal Army nella Seconda guerra mondiale
- Royal Nepal Army nell'Azione di Hyderabad (1948)

### Operazioni interne
Disarmo del Khampa - 1974
Nel 1974, l'allora Royal Nepalese Army (RNA) venne mobilitato per disarmare i Khampa tibetani, che stavano utilizzando il suolo nepalese per ingaggiare una guerriglia contro le forze d'invasione cinesi. I Khampa operavano principalmente da una base in segreto stabilita a Mustang, nel nord-ovest del Nepal. L'RNA, sotto grande pressione diplomatica della Cina e della comunità internazionale, trasferì nove unità di fanteria verso Mustang, e diede ai Khampa un ultimatum di disarmare sé stessi e arrendersi, o affrontare l'attacco. I termini e le condizioni della loro resa erano che avrebbero ricevuto la cittadinanza nepalese, terreni e denaro, e l'istruzione gratuita per i loro figli. Il comandante Khampa, il generale Wangdi, accettò di arrendersi, ma alla fine fuggì dal campo. In seguito venne ucciso dalle forze RNA a Doti, nel lontano Nepal occidentale, durante il tentativo di saccheggiare un posto di polizia del Nepal. Questa fu la prima volta che l'RNA si mobilitò a livello nazionale in così gran numero. Il governo nepalese non fornì niente del compenso concordato nei termini di resa.

### Operazioni internazionali
L'esercito nepalese ha contribuito con più di 100.000 peacekeepers ad una varietà di missioni di pace delle Nazioni Unite, quali:
- UNIFILS,
- UNOSOM II, UNPROFOR,
- UNMIH.
- UNAMSIL - Attualmente, il Nepal sta inviando un battaglione di 800 uomini a servire nella missione di pace in Sierra Leone (UNAMSIL).
- UNMIS - L'esercito nepalese ha inviato una compagnia di protezione di 200 soldati nella Missione delle Nazioni Unite in Sudan. Anche il Redeployment Coordination HQ a Kassala è presidiato dal contingente nepalese. Il RCHQ aveva lo scopo di monitorare i prelievi dei settori orientali del territorio UNMIS secondo l'Accordo di Pace Completa del Sudan.

- UNDOF

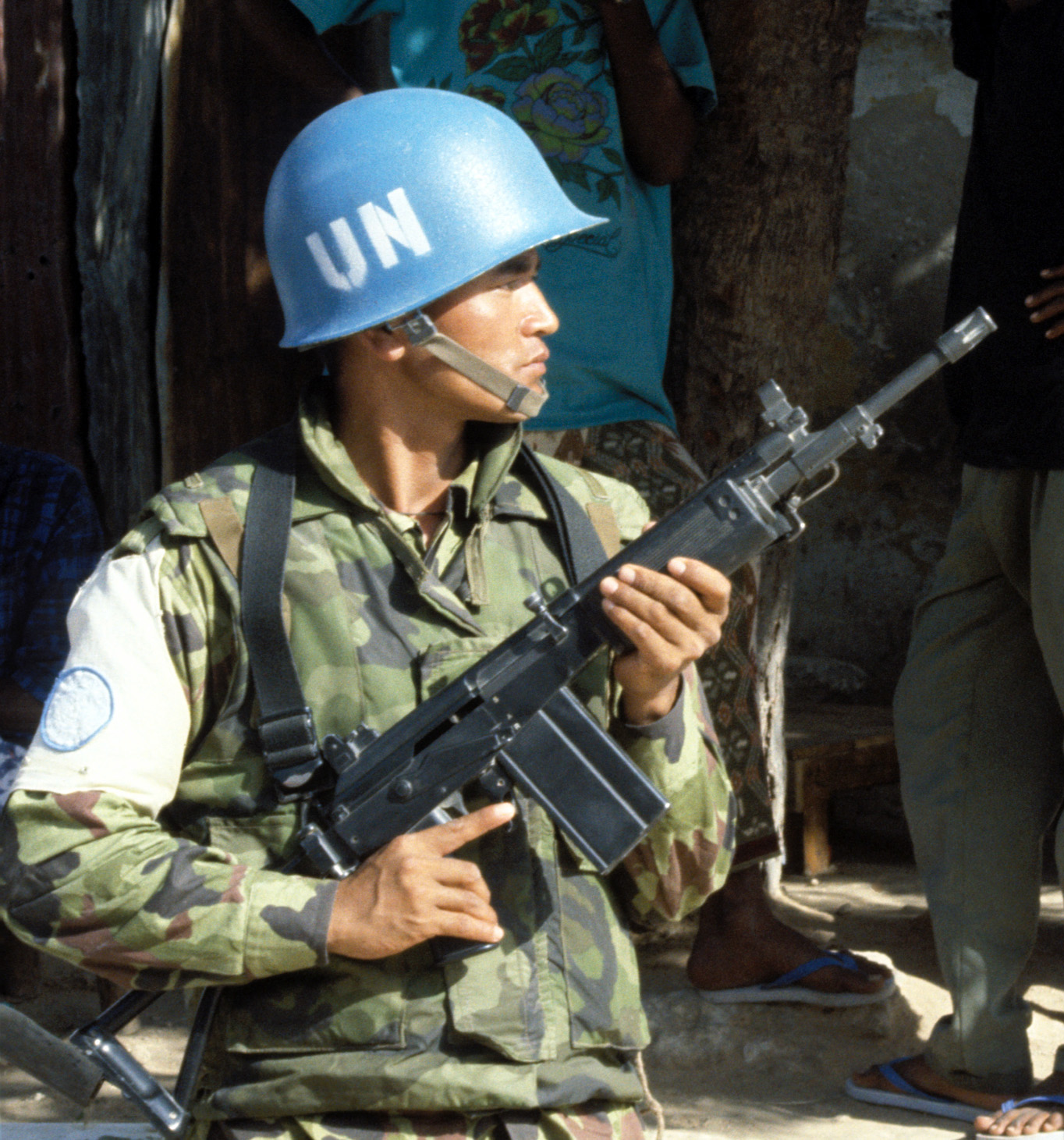
Un membro della Forza di Reazione Rapida nepalese (QRF) è pronto con una variante del fucile d'assalto Galil.

- MINUSMA - Per la prima volta,[5][6] l'esercito nepalese ha una compagnia di EOD di 140 soldati appositamente dedicata alle missioni di smaltimento di dispositivo esplosivo improvvisato (IED) e ordigni in Mali.

### Relazioni militari Stati Uniti/Nepal
Il rapporto militare americano-nepalese si concentra sul sostegno alle istituzioni democratiche, sul controllo civile delle forze armate, e sull'etica militare professionale ad includere il rispetto dei diritti umani.
Gli Stati Uniti avrebbero sostenuto Nepal con armi, munizioni, commando aggiuntivi e soldati se la guerra avesse avuto inizio con i suoi vicini Cina e India. Entrambi i paesi hanno avuto un vasto contatto nel corso degli anni. Le unità dell'esercito nepalese hanno servito con distinzione a fianco delle forze americane in luoghi come Haiti, Iraq e Somalia.
L'impegno militare forzesco-nepalese continua oggi attraverso IMET, Enhanced International Peacekeeping Capabilities (EIPC), Global Peace Operations Initiative (GPOI), e varie conferenze e seminari. L'esercito americano manda molti ufficiali dell'esercito nepalese in America per frequentare la scuola militare, come il Command and General Staff College e lo US Army War College. Il bilancio IMET per FY2001 era di $ 220.000.
Il programma EPIC è un programma interagenzie tra il Dipartimento della Difesa e il Dipartimento di Stato per aumentare il pool di forze di pace internazionali e per promuovere l'interoperabilità. Il Nepal ha ricevuto circa $ 1,9 milioni nel finanziamento EPIC.
Il Comandante in Capo del Pacifico (CIN CPAC) coordina l'impegno militare con il Nepal attraverso l'Ufficio di Cooperazione della Difesa (ODC). L'ODC Nepal si trova presso l'ambasciata americana vicino a Kathmandu.

## Basi
- Panchkhal Military Base
- Kathmandu Army HQ

I principali campi base si trovano in tutti i 75 distretti del Nepal con almeno 20 grandi campi base e 9500 dell'esercito in ogni distretto.

### Scuole
- Nepal Army Command and Staff College, Shivapuri
- Nepal Army School, Nagarkot
- Nepalese Military Academy, Kharipati
- Nepal Army Recruit Training Center, Trishuli
- Nepal Army Jungle Warfare School, Amlekhgunj
- Nepal Army High Altitude and Mountain Warfare School, Mustang
- Nepal Army Intelligence School, Kharipati
- Nepal Army Logistics School, Chhauni
- Birendra Peace Keeping Operation Training Center, Panchkhal
- Nepal Army Para Training School, Maharajgunj
- Nepal Army EME school, kharipati

## Unità
- Shree Gorkah Bahadur Battalion - 2009 BS (allora venne istituito per lo speciale dovere di Guardia Reale, una delle unità più lodate del NA).
- Shree Nath Battalion - istituito nel 1762
- Shree Kali Buksh Battalion (Engineers) - istituito nel 1762
- Shree Barda Bahadur Battalion - istituito nel 1762
- Shree Sabuj Battalion  - istituito nel 1762
- Shree Purano Gorakh Battalion - istituito nel 1763; Gurkha
- Shree Devidutta Battalion 1783
- Shree Naya Gorakh Battalion 1783 Gurkha
- Shree Bhairavi Dal Battalion 1785
- Shree Singhanath Battalion 1786 (Commando)
- Shree Shreejung Battalion 1783
- Shree Ranabhim Battalion 1783
- Shree Naya Shree Nath Battalion 1783
- Shree Bhairavnath Battalion 1910 - (Battaglione Paracadutisti)
- Shree Ganeshdal Battalion 1846 - Comunicazioni
- Shree Nepal Cavalry 1849 - Household Cavalry (unità cerimoniale) dal 1952
- Shree Vajradal Company 1806
- Shree Bhagvati Prasad Company 1927
- Shree Parshwavarti Company 1936 - servì come unità della Guardia del Corpo del PM e sciolta nel 1952
- Shree Rajdal Battalion (Artiglieria & Difesa Aerea)
- Shree Yuddha Bhairav Battalion (Forze Speciali)
- Shree Yuddha Kawaj Battalion (Fanteria Meccanizzata)
- Shree Mahabir Battalion (Battaglione Rangers. Equivalente degli U.S Army Rangers (Parte della Nepal Army Special Operation Force))
- Shree Chandan Nath Battalion - 2061 B.S. (Fanteria)
- Shree Tara Dal Battalion - 2059 B.S. (Fanteria)
- Shree No 1 Disaster Management Battalion - 2069 B.S.
- Shree No 2 Disaster Management Battalion - 2069 B.S.

## Equipaggiamento
La maggior parte delle attrezzature utilizzate dall'esercito nepalese sono importati da altri paesi. L'India è un importante fornitore di armi e munizioni, nonché altre attrezzature logistiche. L'esercito nepalese utilizza anche materiale importato da Stati Uniti, Russia, Cina, Regno Unito, Israele e altri paesi. Piccola quantità di armi e munizioni è prodotto anche dall'arsenale a Sundarijal in Nepal.

### Armi piccole
| Produttore                          | Tipo                        | Numero | Origini     | Dettagli |
| ----------------------------------- | --------------------------- | ------ | ----------- | --- |
| Colt's Manufacturing Company        | M16                         | 10,000 | USA         | Sarà il fucile d'assalto edizione standard sostituente l'INSAS & il SLR. |
| Colt's Manufacturing Company        | Colt Commando               | 750    | USA         | Usato dalla 10th Brigade ('Gha' Gulma, 'Nga' Gulma) Forze Speciali & Controterrorismo |
| Colt's Manufacturing Company        | M4                          | 750    | USA         | Usato da Polizia Militare, Nepal Army Rangers and Nepal Army Special Forces |
| Heckler & Koch                      | MSG90 Military Sniper Rifle | 600    | Germania    | Usato da Nepal Army Sniper Units, Forze Speciali e Nepal Army Rangers |
| FNH USA                             | FN SCAR                     | 500    | USA/Belgio  | Utilizzato sia come fucile da battaglia che fucile d'assalto da unità speciali di Armed Police Force, Rangers, e No.10 Para Brigade . |
| Ishapore Rifle Factory              | L1A1                        | 60,000 | India       | Un tempo fucile d'assalto edizione standard, alcuni dei quali vengono trasferiti all'Armed Police Force & ad alcune unità speciali della Nepal Police |
| Heckler & Koch                      | MP5                         | 500    | Germania    | Usato da Forze Speciali ed altre Unità di Forze Speciali. |
| Israel Military Industries          | IMI Galil                   | 230    | Israele     | Usato dalla Paratroopers No.10 Brigade |
| Heckler & Koch                      | Heckler & Koch G36          | 300    | Germania    | Usato dalle Forze speciali. L'aggiornamento al G36 venne contestato con i fucili d'assalto M16A2 dell'esercito del Nepal. Il M16A2 più tardi divenne edizione standard. |
| Fabrique Nationale                  | M249                        | 5,000  | Belgio      | Supporto Squadra di Fanteria |
| Vari                                | GPMG                        | 5,000  | Vari        | Supporto di fanteria e ruolo di fuoco di soppressione da varie unità dell'esercito. Alcune varianti della mitragliatrice leggera Bren L4 sono ancora in uso. |
| Israel Military Industries          | IMI UZI                     | 200    | Israele     | Usato da Forze Speciali & Unità di protezione VIP |
| Sterling Armaments Company          | Sterling                    | 25,000 | Regno Unito | Ancora edizione standard SMG che sarà sostituito dalla Colt Command M4, alcune delle quali sono trasferiti a Armed Police Force e Nepal Police |
| Indian State Ordnance Factory Board | INSAS                       | 40,000 | India       | I fucili INSAS vennero forniti all'esercito nepalese ad un prezzo di sovvenzione del 70%. Grazie al suo sistema mode-switch difettoso durante l'utilizzo iniziale nell'insurrezione maoista, il Ministero della Difesa sta valutando di sostituire tutto questo con l'M-16, anche se il sistema è stato riparato. L'INSAS sarà poi trasferito nell'Armed Police Force. |

### Mitragliatrici
| Produttore | Tipo   | Numero | Origini     | Dettagli |
| ---------- | ------ | ------ | ----------- | -------- |
| Molti      | Bren   | 2,400  | Regno Unito |          |
|            | Minimi | 700    | Belgio      |          |
| FN Herstal | FN MAG | 400    | Belgio      |          |

### Veicoli
| Produttore                                                | Tipo                              | Numero | Origini     | Dettagli |
| --------------------------------------------------------- | --------------------------------- | ------ | ----------- | --- |
| Norinco                                                   | WZ551#WMZ-551B APC                | 175    | Cina        | simile al Véhicule de l'Avant Blindé |
| Tata Motors                                               | Mahindra                          | 500    | India       | |
| Daimler                                                   | Ferret                            | 85     | Regno Unito | |
| Ordnance Factory Board                                    | Indian Mine Protected Vehicle/APC | 240    | India       | basato sull'Alvis plc/BAE Systems Land Systems South Africa/Land Systems OMC Casspir su telaio del camion Ashok Leyland Stallion MKIII (basato sul Ford Cargo) |
| Compagnia Industriale Militare LLC (Gruppo divisione GAZ) | GAZ-2975                          | 350    | Russia      | Il GAZ-2975 è un veicolo militare ad alta mobilità multiuso russo. È dotato di un potente motore diesel, turbo, raffreddato ad aria e di un cambio manuale a cinque velocità. Sospensioni di torsione indipendenti, ammortizzatori telescopici e pressione regolata degli pneumatici garantiscono capacità eccezionali di fondo, velocità massima di 90 km/h su terreni sconnessi e fino a 150 km/h su strada. Il Tiger può guadare l'acqua fino a 1,3 metri di profondità. Il suo telaio è in grado di supportare diversi organismi specializzati che enfatizzano la corazza, la capacità passeggeri, il carico, ecc. |

### Artiglieria
| Produttore    | Tipo                                | Numero | Origini     | Dettagli |
| ------------- | ----------------------------------- | ------ | ----------- | -------- |
| Vickers       | QF 3.7 lb                           | 45     | Regno Unito |          |
|               | Sistema lanciarazzi SPG-9           | 100    | Russia      |          |
|               | Cannone da 25 mm (Indian Field Gun) | 100    | India       |          |
|               | 75 mm Pack Howitzer                 | 6      | Regno Unito |          |
|               | 3.7 lb Mountain Howitzer            | 100    | Regno Unito |          |
| Fort Halstead | Artiglieria da 105 mm               | 14     | Regno Unito |          |
| Fort Halstead | Mortaio da 81 mm                    | 100    | Regno Unito |          |
|               | 160 mm M43                          | 1.070  | URSS        |          |

## Uniforme
L'esercito nepalese ha attualmente tre tipi di uniforme.

### Uniforme formale
Questa uniforme è utilizzata principalmente per le parate e i doveri ufficiali. Nell'agosto 2010 l'esercito nepalese ha introdotto una nuova uniforme cerimoniale rimpiazzando quella indossata dall'ex Royal Army, in modo da renderlo più rilevante per il contesto in evoluzione e il tempo. La nuova divisa comprende una tunica verde oliva e pantaloni di stile moderno, camicia di colore verde e cravatta, cintura in pelle e berretto a visiera. Le unità di Gurkha indossano ancora i loro tradizionali cappelli a tesa larga e le fusciacche rosse alla vita, mentre la Guardia a Cavallo e la Banda dell'Esercito mantengono le uniformi di gala scarlatte e verdi.

### Uniforme da combattimento
Questo abito è utilizzato dall'esercito nepalese per compiti operativi regolari.
L'esercito nepalese utilizza due tipi di modelli di mimetiche:
- Swirl
- Nepalese 4-Color Camouflage  - simile alla mimetica della Forza di Autodifesa Aerea del Giappone

## Gradi militari
| Grado                        | Equivalente inglese        | Descrizione |   |
| ---------------------------- | -------------------------- | --- | - |
| Paramadhipati- परमाधिपति        | Comandante in capo Supremo | Presidente del Nepal |   |
| Atirathi- अतिरथी               | Maresciallo di campo       | Grado a cinque stelle | – |
| Pradhan Senapati - प्रधान सेनापति | Generale                   | Di solito tradotto come "Capo di Stato Maggiore dell'Esercito (COAS)". Comandante dell'esercito, grado a quattro stelle. |   |
| Rathi - रथी                   | Tenente generale           | Tenuto dal Capo di Stato Maggiore Generale (CGS) e Capo di Stato Maggiore (COS); grado a tre stelle. - CGS - responsabile per le operazioni, l'intelligence e le armi d'addestramento - COS - responsabili di alcune operazioni, comprese le operazioni di supporto di pace delle Nazioni Unite, della conservazione della natura e di assistenza per la conservazione della fauna selvatica, del Corpo Nazionale Allievi e di diversi schemi di assistenza sociale dell'esercito. |   |
| Uparathi - उपरथी              | Maggiore generale          | Grado a due stelle: - Aiutante Generale (AG) - responsabile per il reclutamento, le annotazioni, i pagamenti e i servizi, la pubblicazione e le promozioni, varie cerimonie, servizi legali e medici, l'attuazione dei diritti umani e delle leggi umanitarie nella dottrina operativa e l'elaborazione di qualsiasi accusa della violazione di tali diritti. - Quartier Maestro Generale (QMG) - responsabile per l'alloggio, le razioni, l'abbigliamento, le armi, munizioni ed esplosivi, le attrezzature e la manutenzione. - Maestro Generale dell'Artiglieria (MGO) - responsabile per le armi e gli appalti relativi. - Ispettore generale (IG) - manutenzione di prontezza operativa - Combat Division commander (6) |   |
| Sahayakrathi - सहायक रथी       | Brigadier generale         | Supporto alla direzione, comandante della Combat Brigade o della Combat Service Support Brigade; grado ad una stella |   |
| Mahasenani - महासेनानी           | Colonnello                 | |   |
| Pramukhsenani - प्रमुख सेनानी     | Tenente Colonnello         | Comandante di battaglione |   |
| Senani - सेनानी                 | Maggiore                   | Comandante di compagnia |   |
| Sahasenani - सह सेनानी          | Capitano                   | 2IC di compagnia |   |
| Upasenani - उप सेनानी           | Tenente                    | Comandante di plotone |   |
| Sahayaksenani - सहायक सेनानी     | Sottotenente               | |   |
| Subedar Major - सुवेदार मेजर     | Chief Warrant Officer      | |   |
| Subedar - सुवेदार               | Warrant Officer 1          | 2IC di plotone |   |
| Hudda- हुद्दा                   | Sergente                   | Comandante di sezione |   |
| Amaldar- अमल्दार               | Caporale                   | 2IC di sezione |   |
| Piuyth -प्युठ                  | Lancia spezzata            | |   |
| Sipahi - सिपाही                 | Privato                    | |   |

## Capi di Stati Maggiore dell'Esercito (1960–presente)
Storicamente il capo dell'esercito nepalese proveniva per lo più da famiglie nobili quali "Shah", "Basnyat", "Pande", "Thapa" e "Rana". Il primo generale fu Kaji Kalu Pande.
| Nr. | Grado    | Nome                         | In ufficio                                                |
| --- | -------- | ---------------------------- | --------------------------------------------------------- |
| 1.  | Generale | Nir Shumsher J.B. Rana       | 15 Baisakh, 2017 B.S (1960) – 15 Baisakh 2022 B.S (1965). |
| 2.  | Generale | Surendra Bahadur Shah        | –                                                         |
| 3.  | Generale | Singha Bahadur Basnyat       | –10 maggio 1975                                           |
| 4.  | Generale | Guna Shumsher J.B. Rana      | 10 maggio 1975 – 10 maggio 1979                           |
| 5.  | Generale | Singha Pratap Shah           | 15 maggio 1979 – 15 maggio 1983                           |
| 6.  | Generale | Arjun Narsingh Rana          | 15 maggio 1983 - 15 maggio 1987                           |
| 7.  | Generale | Satchit Shumsher J.B. Rana   | 15 maggio 1987 - 15 maggio 1991                           |
| 8.  | Generale | Gadul Shumsher J.B. Rana     | 15 maggio 1991 - 4 maggio 1995                            |
| 9.  | Generale | Dharmapal Barsing Thapa      | 15 maggio 1995 - 15 maggio 1999                           |
| 10. | Generale | Prajwalla Shumsher J.B. Rana | 19 maggio 1999 – 9 settembre 2003                         |
| 11. | Generale | Pyar Jung Thapa              | 10 settembre 2003 – 9 settembre 2006                      |
| 12. | Generale | Rukmangad Katawal            | 9 settembre 2006 – 9 settembre 2009                       |
| 13. | Generale | Chhatra Man Singh Gurung     | 9 settembre 2009 – 5 settembre 2012                       |
| 14. | Generale | Gaurav Shumsher J.B. Rana    | 6 settembre 2012 – 10 settembre 2015                      |
| 15. | Generale | Rajendra Chhetri             | 10 settembre 2015 – presente                              |

## Battaglie
L'esercito nepalese combatte varie battaglie nella campagna di unificazione. Queste battaglie dell'unificazione del Nepal aiutarono il Royal Nepalese Army a guadagnare più esperienza con un regalo del Nepal Unificato.

### Battaglie per difendere il Regno del Nepal
- Battaglia contro Mir Kassim - 1763 CE
- Battaglia di Pauwa Gadhi contro il Capitano Kinloch- 1767 CE
- Guerra anglo-nepalese - 1814 CE
- Prima guerra Nepal - Tibet
- Guerra Nepal-Tibet/China
- Seconda guerra Nepal-Tibet

## Medaglie e Premi
- Mahendra Mala
- Parama Nepal Pratap Baskara
- Ati Nepal Pratapa Bhaskara
- Nepal Pratapa Bhaskara
- Ojasvi Rajanya (Sovrano - A)
- Ojasvi Rajanya (Sovrano - B)
- Ojasvi Rajanya (Gran Maestro - A)
- Ojasvi Rajanya (Gran Maestro - B)
- Parama Ujjvala Keertimaya Nepal - Shreepada
- Ati Ujjvala Keertimaya Nepal - Shreepada
- Maha Ujjvala Keertimaya Nepal Shreepada